# Nephradenia linearis
Nephradenia linearis är en oleanderväxtart som beskrevs av George Bentham och Hook. f.. Nephradenia linearis ingår i släktet Nephradenia och familjen oleanderväxter. Inga underarter finns listade i Catalogue of Life.